# Saint-Mariens

Saint-Mariens este o comună în departamentul Gironde din sud-vestul Franței. În 2009 avea o populație de 1.490 de locuitori.

## Evoluția populației
| An        | 1975 | 1982 | 1990  | 1999  | 2006  | 2009  |
| --------- | ---- | ---- | ----- | ----- | ----- | ----- |
| Populație | 812  | 864  | 1.015 | 1.177 | 1.362 | 1.490 |